# Аднан Ахмед (хокеїст)
Аднан Ахмед (1 грудня 1977) — єгипетський хокеїст на траві.
Учасник Олімпійських Ігор 2004 року.